# Gunnar Larsson (Skilangläufer, 1921)
Gunnar Larsson (* 1921; † 31. Juli 2012 in Hudiksvall) war ein schwedischer Skilangläufer. Er startete für den IFK Mora und den Oxbergs IF und gewann im Jahr 1957 und 1958 den Wasalauf. Bei schwedische Meisterschaften siegte er 1953, 1954 und 1955 mit der Staffel von IFK Mora und 1958 mit der Staffel von Oxbergs IF.